# Filmschauspieler
Ein Filmschauspieler ist ein Schauspieler, der ausschließlich oder hauptsächlich in Filmen und im Fernsehen auftritt.

## Arbeitsweise
Zwischen dem Filmschauspiel und der Arbeitsweise der Bühnendarsteller bestehen grundlegende Unterschiede. Während ein Bühnendarsteller seine Rolle stets im Gesamtzusammenhang präsentiert, zerfällt die Arbeit eines Filmschauspielers in einzelne Takes, die erst später – im Filmschnitt – zusammengefügt werden. Aus produktionstechnischen Gründen werden die einzelnen Szenen häufig in einer ganz anderen Reihenfolge gedreht, als sie später im Film gezeigt werden. Dies erfordert hohe Aufmerksamkeit nicht nur der Continuity, sondern auch der Darsteller, die genau wissen müssen, was sich in vorangegangenen Szenen – die eventuell noch gar nicht gedreht worden sind – ereignet.
Im Gegensatz zu Bühnendarstellern, die das Publikum stets nur aus vergleichsweise großer räumlicher Entfernung sieht, müssen Filmschauspieler darauf eingestellt sein, dass ihr Spiel von der Kamera in Nah- oder Großaufnahme eingefangen wird. Für die Darstellung von Emotionen stehen Filmschauspielern damit ganz andere Möglichkeiten zur Verfügung als Bühnenschauspielern. Erfahrene Filmschauspieler sind auch in technischen Fragen versiert, mit denen Bühnenschauspieler sich normalerweise nicht beschäftigen, wie z. B. der Beleuchtung, der Tontechnik und den Möglichkeiten der Kamera.
Während Bühnendarsteller meist für eine Spielzeit (Herbst bis Frühsommer) engagiert werden, unterzeichnen Filmdarsteller heute Verträge, die sie normalerweise nur für jeweils einen einzigen Film verpflichten. Bühnendarsteller müssen über monate-, manchmal über jahrelange Zeiträume hinweg stets ihren gesamten Text auswendig wissen; Filmdarsteller bereiten sich meist nur auf den Text vor, der während der Aufnahmen des jeweils folgenden Drehtages benötigt wird.

## Arbeitsbereiche
Je nach dem Arbeitsbereich, in dem Filmschauspieler eingesetzt werden, unterscheidet man zwischen Dramadarstellern, Komödiendarstellern, Voice-over-Sprechern, Statisten und Stand-In. Spezialisten wie Sänger, Tänzer und Stuntmen werden nicht zu den Schauspielern im engeren Sinne gezählt.

## Ausbildung
Filmschauspieler werden oftmals gemeinsam mit Bühnenschauspielern ausgebildet. Daneben gibt es jedoch Schauspiel- und Filmhochschulen, die den schauspielerischen Nachwuchs speziell für die Anforderungen des Filmmediums ausbilden. Kurse und Workshops für Camera Acting, meist außerhalb, mit einzelnen Angeboten auch innerhalb der Schauspielschulen, werden zur Vertiefung der in diesem Berufsfeld geforderten Fähigkeiten angeboten.

## Organisationen
In Deutschland nimmt seit 2006 der Bundesverband der Film- und Fernsehschauspieler (BFFS) die beruflichen und politischen Interessen der Film- und Fernsehschauspieler wahr.
In den Vereinigten Staaten besteht bereits seit 1933 die Filmschauspielergewerkschaft Screen Actors Guild. Die Entscheidung, in die SAG einzutreten, ist für die meisten Schauspieler schwierig, weil mit der Mitgliedschaft zwar – zumindest theoretisch – gewisse Sozialleistungen (benefits) verbunden sind, die Mitglieder andererseits jedoch nur noch in union roles (Gewerkschafts-Rollen) eingesetzt werden dürfen; das ist ein prozentualer Anteil aller Rollen, die in einem Filmprojekt zu besetzen sind. Die Mehrzahl der verfügbaren Rollen sind non-union roles.

## Berufssituation in den Vereinigten Staaten

### Geschichte
Von ihrer Frühgeschichte an hatte die Filmproduktion in den Vereinigten Staaten einen stärker industriellen Charakter als in den meisten anderen Ländern. Für die Arbeit der Filmdarsteller hatte dies wichtige Konsequenzen, die das Profil des Berufes in diesem Land bis auf den heutigen Tag geprägt hat. So entstand hier schon in der Stummfilmzeit eine Schere zwischen Heerscharen schlecht bezahlter Kleindarsteller und einer kleinen Anzahl sehr hoch bezahlter Stars, die dem Produkt Glamour verliehen und seinen Absatz garantierten.
In der Zeit des Studiosystems, d. h. seit den 1920er bis in die 1950er Jahre, war es in Hollywood üblich, Darsteller durch langfristige – meist siebenjährige – Studioverträge an eine Produktionsgesellschaft zu binden. Der Hauptnutzen dieser Praxis lag bei den großen Studios, die damit sicherstellten, dass die Stars, die sie zu Galionsfiguren des Unternehmens aufgebaut hatten, nicht nach kurzer Zeit zur Konkurrenz wechselten. Den weniger bekannten Darstellern boten die langfristigen Kontrakte zwar eine gewisse materielle Sicherheit – im Gegensatz zu den Stars, denen innerhalb der Angebote des Studios oft eine gewisse Wahlfreiheit eingeräumt wurde, mussten sie jedoch die Rollen annehmen, für die das Unternehmen sie jeweils auswählte. Diese Auswahl geschah nach rein unternehmerischen Gesichtspunkten; eine Personalentwicklung im modernen Sinne – als gezielte Förderung von Talenten – fand nicht statt. Unter diesen Verhältnissen litten nicht nur begabte Nebendarsteller, denen die Studios interessante Rollen vorenthielten, sondern auch namhafte Persönlichkeiten wie z. B. Marilyn Monroe, die von der 20th Century Fox zwar als Star aufgebaut, aus unternehmerischen Gründen jedoch in einem Rollenfach eingesetzt wurde, in dem sie ihr schauspielerisches Potential niemals voll entwickeln konnte.
Seit den frühen 1950er Jahren wurden die langfristigen Studioverträge allmählich durch Einzelverträge (one picture deals) abgelöst, die die Schauspieler nur noch für individuelle Produktionsprojekte banden. Marlon Brando war einer der ersten Hollywood-Stars, die in den Genuss dieser Lockerung kamen. Gleichzeitig wuchs die Bedeutung der Agenten (talent agents). Die Agenturen, die zunächst nur Filmengagements vermittelt hatten, erweiterten ihren Aufgabenbereich bald erheblich. So entwickelte sich etwa die Music Corporation of America (MCA), die 1924 als Musikagentur gegründet worden war, zur größten Filmagentur Hollywoods, die den Studios nicht nur Schauspieler, sondern ganze Leistungspakete aus Drehbüchern, Regisseuren und Stars anbot, mit denen sie z. B. die Universal Pictures praktisch kontrollierte. Üblich wurden seit den 1950er Jahren auch Verträge, die eine Beteiligung der Stars am Gewinn einer Filmproduktion vorsahen.

### Gegenwart
Auch heute ist der Arbeitsmarkt für Filmschauspieler in den USA von extremer Konkurrenz geprägt. Die Chancen, in diesem Beruf regelmäßige Beschäftigung zu finden, sind sehr gering; die besten Aussichten, mit der Filmschauspielerei ihren Lebensunterhalt zu verdienen, haben Kinder und Jugendliche sowie Nachkommen namhafter Hollywoodstars. Viele Filmschauspieler haben ihre Karriere auch an Theatern in Los Angeles oder am Broadway begonnen. Viele der heute aktiven amerikanischen Filmschauspieler haben Schauspiel studiert und bilden ihre Methode laufend fort, andere verfügen über keinerlei formale Ausbildung. Auch heute wird in den meisten Filmproduktionen der Löwenanteil des für die Darsteller vorgesehenen Budgets an die Stars ausgezahlt, während für weniger bekannte Mitwirkende nur geringe Beträge übrig bleiben. Ein erheblicher Anteil der in Hollywood lebenden Schauspieler erhält nur unregelmäßig Filmangebote und ist auf berufsfremde Nebentätigkeiten angewiesen; andere arbeiten, um ihre Berufspraxis nicht zu verlieren, unentgeltlich; den meisten ermöglicht ihr Einkommen nicht mehr als einen Mittelschichts-Lebensstil. Von den in Hollywood lebenden Filmschauspielern, die nicht arbeitslos sind, haben nur 10 % ein jährliches Einkommen von mehr als 75.046 Dollar.